# 伊达尔米丝·邦内
伊达尔米丝·邦内（西班牙語：Idalmis Bonne，1971年2月2日—），古巴女子田径运动员，主攻短跑。她曾代表古巴参加1991年、1995年和1999年泛美运动会田径比赛，获得二枚金牌和一枚银牌。